# 5T busz (Sopron)
A soproni 5T jelzésű autóbusz Autóbusz-állomás és Győri út, AlphApark végállomások között közlekedik.

## Története
Az 5T jelzésű autóbusz vonalán 2013. december 15-től integrálásra került a helyi és a helyközi közlekedés, eszerint a vonalat a Sopron–Győr között közlekedő helyközi autóbuszok szolgálják ki, amelyek a soproni autóbusz-állomás és az AlphApark között helyi utazásra is igénybe vehetők. Az integrálás előtt az autóbusz helyi járatként, az alapjáratával azonos útvonalon, a Jereván lakótelep és az Ipar körút, TESCO áruház között járt, a hétvégi 1-1 esti indulásait leszámítva csak munkanapokon.
 2015. december 13-tól módosították a járat útvonalát, miszerint a korábbi Csatkai Endre utca helyett mindkét irányban az Ógabona téren át éri el az autóbusz-állomást.
 Az 5-ös busz további betétjárataként 5A, 5B és 5Y jelzésű buszok közlekednek. Az 5-ös busz a Jereván lakótelepről indul, és az Ógabona tér – Csengery utca útirányon át az Ipar körút, AWF kft-ig, míg betétjárata, az 5A jelzésű busz pedig csak a vámudvarig közlekedik.
 Az 5B jelzésű busz a vámudvartól indul, majd a Pihenőkereszt lakópark és a Balfi út érintésével (a 14-es busz vonalán) jár a Jereván lakótelepig (csak ebben az irányban).
 Az 5Y jelzésű busz az autóbusz-állomás után a Patak utca–84. sz. főút–Híd utca útvonalon közlekedik a Csengery utca, kórház megállóhelyig, majd onnan alapjáratával azonos útvonalon halad tovább az Ipar körút, AWF kft.-ig.

## Útvonal
| Autóbusz-állomás → Győri út, AlphApark |
| --- |
| Autóbusz-állomás végállomás – Dózsa utca – Ferenczy János utca – Lackner Kristóf utca – Ógabona tér – Petőfi tér – Széchenyi tér – Erzsébet utca – Csengery utca – Győri út – Győri út, AlphApark végállomás |

| Győri út, AlphApark → Autóbusz-állomás |
| --- |
| Győri út, AlphApark végállomás – Győri út – Csengery utca – Mátyás király utca – Széchenyi tér – Petőfi tér – Ógabona tér – Lackner Kristóf utca – Autóbusz-állomás végállomás |

## Megállóhelyek
| Távolság (km) | Idő (perc) | Megállóhely neve / korábbi neve(i)                          | Idő (perc) | Távolság (km) | Átszállási lehetőségek | Fontosabb nevezetességek, helyek, áruházak és intézmények a közelben |
| ------------- | ---------- | ----------------------------------------------------------- | ---------- | ------------- | --- | --- |
| 0             | 0          | Autóbusz-állomás                                            | 9          | 3,5           | 1, 2, 3, 3Y, 4, 5, 5A, 5B, 5Y, 7, 7A, 7B, 7E, 7T, 8, 10, 10B, 11Y, 12, 13, 13B, 14, 14B, 17, 21, 27, 27A, 27B, 27E, 27T, 32, 33 Helyközi és távolsági autóbuszjáratok | Soproni autóbusz-állomás Soproni Rendőrkapitányság Káposztás utcai Stadion INTERSPAR áruház Vásárcsarnok                                                                                        |
| 0,5           | 1          | Ógabona tér, Újteleki utca Ógabona tér 14.                  | 7          | 3,0           | 1, 2, 3Y, 4, 5, 5A, 5B, 7, 7A, 7B, 7E, 7T, 10, 10B, 11Y, 12, 13, 14, 14B, 27E, 32, 33                                                                                 | Tűztorony Városháza Szentháromság-szobor Szent György-templom |
| –             | –          | Széchenyi tér                                               | 6          | 2,5           | 1, 2, 3Y, 4, 5, 5A, 5B, 7, 7A, 7B, 7E, 7T, 10, 10B, 11, 11A, 11B, 11Y, 12, 13B, 14, 14B, 22, 27, 27A, 27B, 27E, 27T, 27Y, 32, 33                                      | Liszt Ferenc Konferencia- és Kulturális Központ Soproni Petőfi Színház Posta Soproni Szent Júdás Tádé-templom SOE Lámfalussy Sándor Közgazdaságtudományi Kar Európa leghosszabb tere – Deák tér |
| 1,0           | 2          | Erzsébet utca                                               | –          | –             | 1, 2, 3Y, 4, 5, 5A, 5B, 7, 7A, 7B, 7E, 7T, 10, 10B, 11, 11A, 11B, 11Y, 12, 13B, 14, 14B, 22, 27, 27A, 27B, 27E, 27T, 27Y, 32, 33                                      | Liszt Ferenc Konferencia- és Kulturális Központ Soproni Petőfi Színház Posta Soproni Szent Júdás Tádé-templom SOE Lámfalussy Sándor Közgazdaságtudományi Kar Európa leghosszabb tere – Deák tér |
| –             | –          | Mátyás király utca, Deák tér                                | 5          | 2,1           | 1, 2, 3Y, 4, 5, 5A, 7, 7A, 7B, 7T, 10, 10B, 11, 11A, 11B, 11Y, 12, 27Y, 32                                                                                            | Liszt Ferenc Konferencia- és Kulturális Központ Soproni Petőfi Színház Posta Soproni Szent Júdás Tádé-templom SOE Lámfalussy Sándor Közgazdaságtudományi Kar Európa leghosszabb tere – Deák tér |
| 1,6           | 5          | Csengery utca, nyomda                                       | 4          | 1,8           | 1, 2, 3Y, 4, 5, 5A, 7, 7A, 7B, 7T, 10, 10B, 11, 11A, 11B, 11Y, 12, 12V, 22, 27, 27A, 27B, 27T, 27Y, 32 Helyközi és távolsági autóbuszjáratok                          | Sopron vasútállomás GYSEV Zrt. SPAR szupermarket |
| 2,1           | 7          | Csengery utca, kórház Csengery utca, OMV benzinkút (kórház) | 2          | 1,2           | 4, 5, 5A, 5Y, 7, 7A, 7B, 7T, 11, 11A, 11B, 11Y, 22, 27, 27A, 27B, 27T, 27Y, 32 Helyközi és távolsági autóbuszjáratok                                                  | Soproni Erzsébet Oktató Kórház és Rehabilitációs Intézet Posta |
| 2,8           | 10         | Győri út, autómosó Győri út, Agip benzinkút                 | 1          | 0,6           | 4, 5, 5A, 5Y, 22 | Lidl áruház |
| 3,6           | 11         | Győri út, AlphApark Győri út, postaüzemek                   | 0          | 0             | 4, 5, 5A, 5B, 5Y, 22 Helyközi és távolsági autóbuszjáratok | AlphApark bevásárlóudvar Family Center bevásárlóudvar TESCO áruház Aldi áruház OBI áruház Mömax áruház Burger King étterem KFC étterem                                                          |